# 盧志軒
盧志軒（Lo Chi Hin，1989年8月14日—），香港的足球員，曾效力香港球隊傑志，因患心臟病而被逼退出足球生涯。

## 球員生涯

### 出道初期
盧志軒於2005年至2006年間是香港足球總會轄下香港09的一員，並曾於香港丙組(地區)聯賽賽事上陣。

### 傑志
盧志軒於2006年加入傑志青年軍成為學徒球員。同年，他被外借到同是香港甲組聯賽的球會港會吸取經驗。
於2008年4月16日的2008年亞洲足協盃分組賽賽事──傑志對霹靂中，85分鐘後備入替梁志榮，是他首次正式代表傑志上陣。

### 球場上突然昏倒
2008年4月30日，他再一次於亞洲足協盃賽事後備上陣，當球賽進行到85分鐘時，他突然在球場上昏倒，沒有心跳及呼吸，其後立刻被救護車送到廣華醫院的深切治療部留醫。香港傳媒廣泛報導事件，並引起部分網友關注。5月1日的凌晨，盧志軒的情況轉為危殆，並傳出部分腦幹死亡的消息。於同日晚上八時，盧志軒恢復心跳，但仍未甦醒，主診醫生表示盧志軒只有五成機會甦醒，並要視乎他的求生意志，在這段時間他雖未甦醒但對外界有反應。
5月2日早上約10時，盧志軒甦醒，並且能認人，醫生相信他已康復過來，但昏倒原因仍然未明，並要在深切治療部繼續觀察。
5月3日，有球迷在當天的香港足總盃迎戰公民的賽事發起簽名運動，以祝福盧志軒。雖盧志軒甦醒過來，但港人仍然關注他的情況，他於同日登上了雅虎香港熱門搜尋榜。